# Маріо Гонсалес
Маріано «Маріо» Гонсалес Луго (ісп. Mariano "Mario" González Lugo; 15 серпня 1969, Пуебла, Пуебла) — мексиканський професійний боксер, бронзовий призер Олімпійських ігор 1988.

## Аматорська кар'єра
На літніх Олімпійських іграх 1988 Маріо Гонсалес завоював бронзову медаль.
- В 1/16 фіналу переміг Тебого Матібелі (Лесото) — 5-0
- В 1/8 фіналу переміг Маноджа Пінгале (Індонезія) — 4-1
- У чвертьфіналі пройшов Альфреда Котей (Гана) — відмова
- У півфіналі програв Андреасу Тевс (НДР) — 0-5

На чемпіонаті світу 1989 програв в другому бою Юрію Арбачакову (СРСР).
На Панамериканських іграх 1991 програв нокаутом в першому бою.
На чемпіонаті світу 1991 програв в другому бою Хасану Мустафа (Єгипет).

## Професіональна кар'єра
1996 року Маріо Гонсалес перейшов до професійного боксу. Протягом 1996—2002 років провів на рингах Мексики та Сполучених Штатів 25 боїв, в 17 з яких переміг. Тричі виходив на бій за титул чемпіона Північної Америки і один раз за титул чемпіона Сполучених Штатів, але жодного разу в цих боях не був переможцем.